# Карейский язык
Карейский язык (Karey, Kerei, Krei) — язык семьи ару, на котором говорят в долине Карей, на юго-восточном побережье, острова Таранган южной части островов Ару на юге провинции Малуку в Индонезии.
Карейский язык на 70% по лексике схож с восточнотаранганским и батулейским языками.